# Sadness Sets Me Free
Sadness Sets Me Free je osmé sólové studiové album velšského hudebníka Gruffa Rhyse, vydané v lednu 2024 společností Rough Trade Records. Nahrál jej za doprovodu své kapely – Huw V Williams (kontrabas), Kliph Scurlock (bicí) a Osian Gwynedd (klavír) – během tří dnů v březnu 2022 ve Francii. Orchestrální prvky a doprovodné vokály byly nahrány později. Albu se dostalo pozitivního příjetí od kritiky a bylo nominováno na Welsh Music Prize. Časopis Mojo jej zařadil na 21. příčku 75 nejlepších alb roku. V Britské albové hitparádě se umístilo na 22. místě.

## Seznam skladeb
Autorem všech písní je Gruff Rhys.
| Pořadí         | Název                                   | Délka |
| -------------- | --------------------------------------- | ----- |
| 1.             | Sadness Sets Me Free                    | 5:23  |
| 2.             | Bad Friend                              | 2:54  |
| 3.             | Celestial Candyfloss                    | 3:58  |
| 4.             | Silver Lining (Lead Balloons)           | 3:58  |
| 5.             | On the Far Side of the Dollar           | 4:54  |
| 6.             | They Sold My Home to Build a Skyscraper | 3:04  |
| 7.             | Peace Signs                             | 5:05  |
| 8.             | Cover Up the Cover Up                   | 5:48  |
| 9.             | I Tendered My Resignation               | 5:07  |
| 10.            | I'll Keep Singing                       | 2:26  |
| Celková délka: | Celková délka:                          | 42:37 |

## Obsazení
- Gruff Rhys – zpěv, kytara, syntezátor
- Huw V Williams – kontrabas
- Kliph Scurlock – bicí
- Osian Gwynedd – klavír
- Gwenllian Hâf MacDonald – housle
- Jess Feaver – violoncello
- Martin Gwilym-Jones – housle
- Rebecca Jones – viola
- Rhodri Brooks – pedálová steel kytara
- Kate Stables – doprovodné vokály
- Pedro Barrios – perkuse
- Gavin Fitzjohn – horn
- Gruff Ab Arwel – aranžmá